# 영광 김씨
영광 김씨(靈光金氏)는 전라남도 영광군을 본관으로 하는 한국의 성씨이다.

## 역사
시조 김심언(金審言)은 경순왕의 후예로, 정주(靜州. 영광의 별호) 영광현(靈光縣) 사람으로 성종 때 문과에 급제하여 현종 대에 예부상서･상서내사시랑평장사(尙書內使侍郞平章事)거쳐 서경유수(西京留守)를 지냈다. 문안공(文安公)의 시호(諡號)가 내려지고 오성군(筽城君 : 영광의 옛 지명)에 봉해졌다.
그는 990년(성종 9) 상소문 <봉사 2조(封事二條)>를 올려 성종 때 본격화되는 유교적 정치이념 구현에 큰 공헌을 하였다. 상시(常侍) 최섬(崔暹)의 사위이며 제자이다.
후손 동북면병마사인 김보당(金甫當)이 1173년 의종 복위 거사를 도모하다가 실패하여 멸족의 화를 당해 중간계대(中間系代)가 실전(失傳)되었다. 그리하여 후손들이 각 파조를 1세조로 하고 영광을 관향으로 하여 세계를 이어 오고 있다.

### 시조에 대해
《김씨 분관록》·《증보문헌비고》·《조선씨족통보》등의 문헌에는 시조가 김태용(金台用)으로 고려조에 공조전서(工曺典書)를 역임하였다고 한다. 그는 상서내사시랑 평장사(平章事) 김심언(金審言)의 후예라 한다.

## 본관
영광(靈光)은 전라남도 북서부 해안에 인접한 지명으로 백제 때의 무시이군(武尸伊郡)을 통일신라 때인 757년(경덕왕 16)에 무령군(武靈郡)으로 고쳤다가, 고려초 940년(태조 23)에 영광군으로 바뀌었으며, 조선시대에도 영광군이라 했다. 영광(靈光)의 별호를 '정주'(靜州)라 하였다.

## 인물

### 고려
- 김행경(金行瓊) : 김극검의 조부, 문하시랑 동중서평장사
- 김수녕(金守寧) : 김극검의 부, 추봉 장사랑(將仕郎) 전중성(殿中省) 내급사(內給事)
- 김극검(金克儉. 1068~1139) : 조부 김행경의 덕으로 음서(蔭叙)로 벼슬에 진출, 감찰어사, 상서좌복야, 참지정사, 고려 인종때 태자소사(太子少師) 역임, 시호 기열(祁烈)
- 김보당(金甫當) : 고려 중기 문신, 우간의대부(右諫議大夫), 공부시랑, 부인은 이세연(李世延)의 여, 동북면병마사(東北面兵馬使)로서 경주에서 무신정권을 전복시켜 귀족정치로 환원하려고 경주에서 정치적 반란을 일으켜 죽임을 당함,
- 김지당(金至當) : 합문지후(閤門祗候), 상서예부낭중(尙書禮部郞中). 부인은 최윤의 의(崔允儀)의 2녀.
- 김정부(金正父) : 김극검의 후손, 금오위별장(金吾衛別將). 경파 중시조
- 김연(金衍) : 김극검의 후손, 충렬왕 때 문과에 급제, 판도판서(版圖判書). 영광파 중시조
- 김지(金祗) : 공민왕 11년(1362) 문과 급제, 당후관
- 김사민(金思敏) : 창왕 즉위년(1388) 문과 급제, 목사
- 김태용(金台用) : 김극검의 후손, 공조전서(工曹典書). 장흥파 중시조
- 김효민(金孝敏) : 김극검의 후손, 내사시랑(內史侍郞). 무장파 중시조

### 조선
- 김덕생(金德生) : 김태용의 후손, 무과 출신 벼슬이 좌영호군(左領護軍), 동지중추원부사에 추증, 서원 배향.[3][4]
- 김시(金時) : 감무.
- 김경의(金敬義) : 평강 현감.
- 김찬(金璨. ? ~ ?) : 부 김경의(金敬義), 조부 김시(金時), 증조부 김태용(金台用), 홍문관 전한, 이조 참판(吏曹參判)
- 김필(金㻶. 1426~1470) : 김찬(金璨)의 아우, 조선 세종 ~ 성종 때의 문신, 1447년(세종 29) 식년시(式年試)에 합격하여 이조 낭청등을 역임하다, 1453년(단종 1) 계유정란(癸酉靖亂)이 일어나자 이를 개탄하여 장흥으로 낙담하였다가 이후 조정에 복귀함. 1457년(세조 3) 중시(重試) 정과(丁科)에 합격하고 사헌부감찰, 이조정랑, 의정부 사인, 호조참의, 중추부 동지사, 충청·경기 관찰사 등을 지냄.
- 김괴(金塊. 1450~1482) : 김필의 장자, 조선 예종 ~ 성종 때의 문신, 남효온과 교유하였으며, 봉사(奉事), 사간원 헌납 등을 지냄.
- 김물(金勿. ? ~ ?) : 김필의 차자, 조선 성종 때의 문신. 전한, 사간원 헌납, 1489년(성종 20) 식년시 문과에 급제하여 전한등을 지냄.
- 김광원(金光遠. 1478~1550) : 김태용(金台用)의 5세손, 김괴의 아들, 호는 월봉(月峰), 조광조의 문인, 조선 중종 ~ 명종 때의 학자, 홍문관 습독관(弘文館 習讀官), 기묘사화로 조광조가 사사되자 장흥에 돌아와 학문에만 전념함, 이조참판에 각각 추증되고, 장흥 예양서원(汭陽書院)에 배향됨.
- 김우윤(金友尹. ? ~1597) : 부는 김효검(金孝儉), 1572년(선조 5) 별시 병과 합격, 문한관, 공조좌랑, 목사, 파직되어 고향 영광으로 돌아가 세상 일을 잊고 독서에만 열중하여 당송팔대가의 문집과 중국의 역대사서를 섭렵하였다.[5]
- 김의정(金義精.? ~ ?) : 1450년(문종 즉위년) 식년시 을과 합격, 현감.
- 김상은(金相殷. 1652~ ?) : 1679년(숙종 5) 식년시 병과 합격, 현감.
- 김해(金該) : 지갑산군사, 병조판서에 추증.
- 김개(金漑) : 홍문관 부교리, 사헌부 지평, 관리로서 중종반정 운동을 펼쳐 불의에 항거하고 정의를 지키기 위해 지조 있는 삶을 살고, 효행과 학문이 뛰어나 장성 수산사(水山祠)에 배향됨.
- 김한로(金漢老. 1646~1687) : 부(父)는 김응정(金應精), 1675년(숙종 1) 식년시 병과 합격, 성균관직강(成均館直講) 역임[6]
- 김상은(金相殷. 1652~?) : 부(父)는 김세흠(金世欽), 1679년(숙종 5) 식년시 병과 합격, 현감(縣監) 역임
- 김중태(金重泰. 1663~1735) : 부(父)는 김창로(金昌老), 1690년(숙종 16) 식년시 병과 합격, 찰방 역임[7]
- 김급(金汲. 1661~?) : 부(父)는 김하명(金夏鳴), 1711년(숙종 37) 식년시 병과 합격, 전한
- 김성유(金聖猷. 1711~?) : 부(父)는 김여흥(金麗興), 1756년(영조 32) 정시 갑과 장원급제, 호가 운산(雲山), 관서 삼화부(關西 三和府) 사람이다.
- 김한목(金漢穆. 1865~1934) : 호가 탁신재(濯新齋), 월봉(月峰) 김광원(金光遠) 후손, 노사 기정진, 면암 최익현 제자로, 장성 물매 마을에 소요암(逍遙菴)이란 초당을 짓고 도학(道學)을 닦으며 수행에 전념했다.

### 근·현대
- 김규철(金圭哲) : 의병, 항일투쟁, 건국훈장 애족장
- 김문택 : 독립운동가. 광복군. 건국훈장 애국장
- 김준식(金駿植. 1888∼1969) : 탁신재(濯新齋) 김한목(金漢穆)의 아들, 자는 언경(彦卿), 호는 동곡(東谷), 경서와 사기 그리고 백가서에 모두 통달하였으며, 1930년대에 일제의 창씨개명(創氏改名)을 거부하고, 수련산에 들어가 초당을 건립하여 수백명의 문하생을 배출하였다. 장성 동강사(東江祠)에 배향되었다.
- 김문평(金汶枰. 1906~1987) : 제헌 국회의원(전남 여수갑), 장인 김병로(金炳魯)
- 김태정 : 제48대 법무부 장관
- 김주훈 : 조선대학교 제12대 총장, 국기원 이사장
- 김민환 : 고려대학교 언론학부 교수
- 김승환 : 대학교수, 전라북도교육감
- 김성 : 민선 6기 장흥군수
- 김연식 : 서울대학교 수학교육과 교수, 운강학원 이사장
- 김규환 : 안산대학교 건축디자인과 교수
- 김인혜 (1989~) : 영화감독
- 김화라 (1990~) : 영화감독

## 과거 급제자
조선시대 문과 급제자 12명을 배출하였다.

## 분파
- 경 파 : 김정보(금오위 별장)
- 영광파 : 김연(판도판서)
- 장흥파 : 김태용(공조전서)
- 문장파 : 김효민(내사시랑)
- 양사파 : 김광찬(좌찬성)
- 용강파 : 김중보(호조참판)
- 삼화파 : 김무수(평안도)
- 강계파 : 김문경(예부상서)

## 집성촌
- 전라남도 장흥군 장흥읍
- 전라남도 장흥군 용산면
- 전라남도 장흥군 부산면 내안리
- 전라남도 장흥군 장흥읍 금안리
- 전라남도 영광군 영광읍 월평리
- 전라남도 장성군 황룡면 장산리 수산
- 충청남도 태안군 남면 원청리
- 충청남도 태안군 남면 신온리
- 울산광역시 울주군 웅촌면 검단리, 범서면 척과리
- 경기도 화성시 우정면 석천리

## 인구
- 1985년 6,689가구 28,443명
- 2000년 9,974가구 32,412명
- 2015년 38,338명